# Аеродром Мaскат
Међународни аеродром Мaскат (IATA: MCT, ICAO: OOMS)        , бивши међународни аеродром Сееб, је главни међународни аеродром у Оману и налази се 32 км од старог града и главног града Мaската. Аеродром служи као чвориште за авиопревозника Оман Ер и оманску low-coast компанију , Салам Ер. Такође саобраћају летови како према неким регионалним дестинацијама, тако постоје и међународне линије за Азију, Африку и Европу.

## Историја
Предходни мањи аеродром који је служио је као престонички аеродром није задовољавао савременог Маската па се појавила потреба за новим аеродромом. Постојећи аеродром је изграђен на свом садашњем месту, а отворен је као међународни аеродром Сееб 1973. године.  

Дана 1. фебруара 2008. аеродром је добио данашњи назив. 

## Објекти
Аеродром се простире на површини од 21 км 2 . Првобитно је имао једну зграду путничког терминала и једну писту, као и мање објекте за карго терете и службе одржавање. 
Током проширења изграђен је нови терминал и контролни торањ заједно са новом пистом. Тренутни терминал је највећи аеродром у Оману. Изградња је започета 2007. године, а аеродром је отворен 2018. године. Нови објекти такође укључују ВИП терминал за приватне авионе и хотел на аеродрому.
На аеродрому, је такође смештено и Краљевско ваздухопловство Омана чији терминал и хангари се налазе у близини старог терминала.
2019. године инсталиран је систем за детекцију дронова Aaronia AARTOS C-UAS,  што га чини првим међународним аеродромом на свету, који има оперативан систем за детекцију дронова.

## Приступ
Аеродом је аутобусом повезан са градом 24 сата и то линијама А1 (до аутобуске станице) и рутом број 8. Такође такси, као и рент а кар агенције функционишу на аеродрому. 